# Katina Schubert

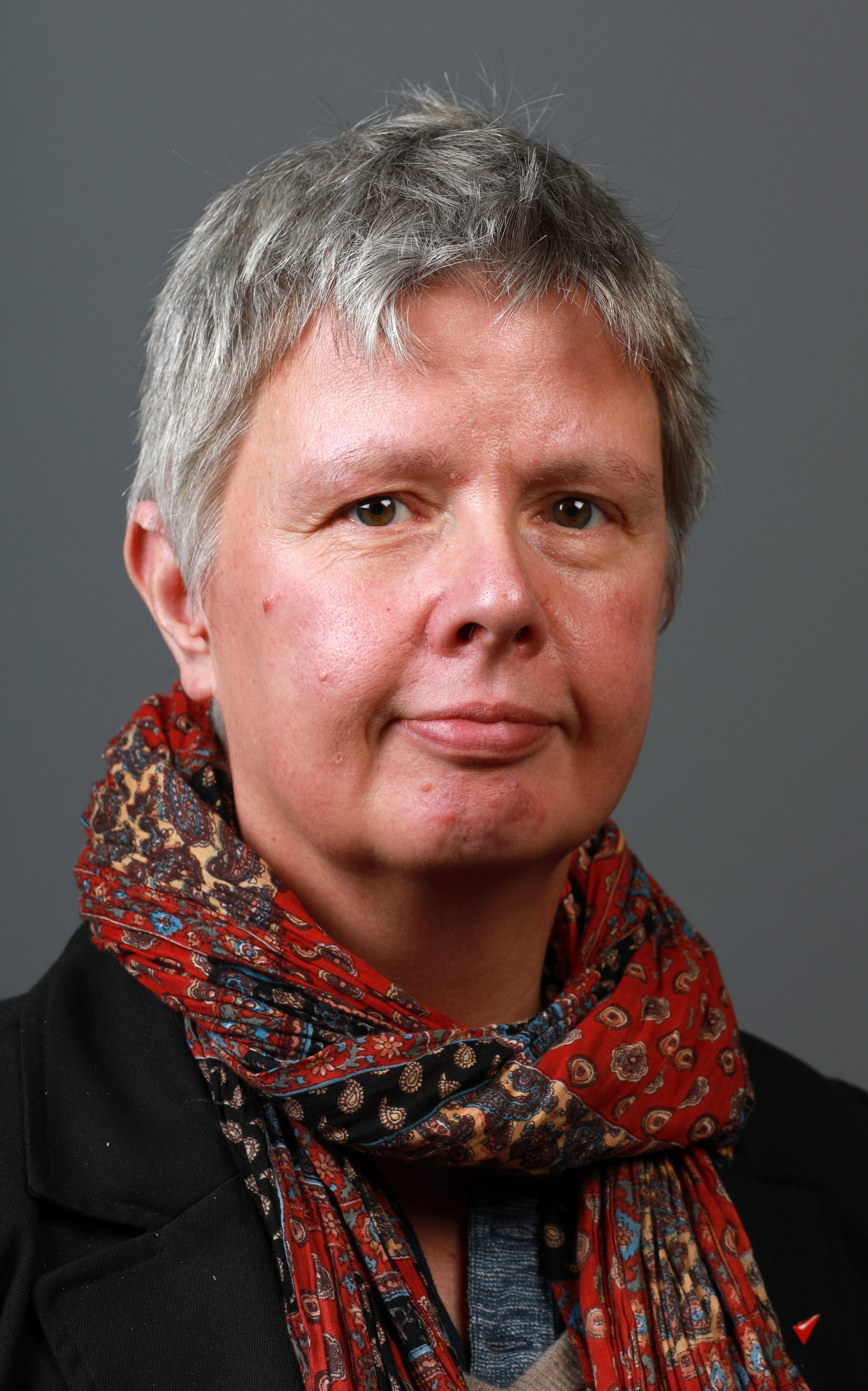
Katina Schubert (2017)

Katina Schubert (ur. 28 grudnia 1961 w Heidelbergu) – niemiecka polityk należąca do Partii Lewicy (Die Linke).
W roku 2001 wstąpiła do partii Die Linkspartei.-PDS. Od roku 2003 Schubert należała do zarządu partii, a po połączeniu się z WASG w roku 2007 została wiceprzewodniczącą powstałej w wyniku zjednoczenia Die Linke.

## Wykształcenie
W latach 1981–1989 Katina Schubert studiowała politologię, socjologię i ekonomię w Bonn. Następnie, w 1990–1993 odbyła praktykę jako dziennikarka zajmująca się gospodarką. Już podczas studiów zaangażowała się w politykę - w okresie 1980–1982 należała do SPD  oraz udzielała się w młodzieżówce socjalistycznej w Bonn-Bad Godesberg. Między rokiem 1983 a 1989 działała w grupie LUST na uniwersytecie w Bonn.
W latach 1993–1994 Schubert była naukowym współpracownikiem bezpartyjnego posła do Bundestagu Ulricha Briefsa, następnie do roku 1997 była bońską korespondentką gazety junge Welt.

## Praca w klubie parlamentarnym PDS
W latach 1996–1998 Schubert była specjalistką ds. cudzoziemców parlamentarnej frakcji PDS, w roku 1998 zajmowała się organizacją biura poselskiego Petry Pau. Do 2001 działała jako osobisty sekretarz wiceprzewodniczącej Bundestagu Petry Bläss i jednocześnie (od maja 2001 do października 2002) doradzała przewodniczącemu klubu parlamentarnego PDS w Bundestagu.

## W zarządzie PDS i Partii Lewicy
Od czerwca 2003 Schubert należy do zarządu partii lewicy, zajmując się sprawami polityki wewnętrznej. Pod koniec kwietnia 2006 została wiceprzewodniczącą partii Linkspartei.
Schubert była zaliczana do prawego skrzydła partii, ze względu na przynależność do tzw. Grupy na rzecz Przemian na Lewicy (niem. Netzwerk Reformlinke).
Na założycielskim zjeździe nowej partii lewicy Die Linke w dniu 16 czerwca 2007 roku  Katina Schubert została wybrana wiceprzewodniczącą partii.